# 女权纳粹
女权纳粹（英語：Feminazi；又音譯「費米納粹」）指极端的或者好战的女权主义者，有戏谑意味，经常被美国保守派用来称呼一些他们眼中的激进女权主义左派。

## 词源
“女权纳粹”是一个结合了「feminism」（女权主义）与「nazi」（纳粹）两个英文单词的混成词。但在英语口语中，「纳粹」也可以作为後綴，以讽刺高傲乖僻、不能容納異議或與自身原則有任何相違之人。1990年代开始在美国广泛使用，由支持美國保守主義的美國電台脫口秀節目主持人拉什·林博提出，最初用于抨击堕胎推广者。

## 批評
反暴力運動者傑克森·卡茲評論「女權納粹」時，稱「不存在如此這般的女性主義者」（no such feminists exist），並認為「費米納粹」是「狡猾的宣傳術語」，旨在迫使「本可能反抗男性壓迫的女性沉默」。
女性主義者斯泰納姆引述了納粹德國對抗女性主義的過往，批評拉什·林博才是納粹。
中国共产主义青年团中央委员会2022年4月12日通过社交账号发文，批评“极端女权已成网络毒瘤”。英国广播公司（BBC）并不认同这种说法，并引述观点指责该组织带头对女权进行“污名化”。

## 中文中的類似詞語
中国大陆的网络语境中，类似的词语为：
- 中华田园女权：简称“田园女权”[8][9][10]，得名于中华田园犬[11]，讽刺女权分子见识平庸、狭隘“土气”；
- 女拳[12]：指（通常在网络上）言语极富攻击性的女权份子；她們的活動被稱為打拳。[13]
- 蛛女：也称螳螂女，常见于“红丸”群体的比喻用语，源自一些雌性节肢动物的交配相食习性，指通过无底线攻击和敲诈男性的方式来为自己谋取私利和地位提升的女权主义者。
- 捞女：指通过各种方式（如索要彩礼）向伴侣索要大量钱财后提出分手/离婚，且拒不归还其索要之财物的女性。

台灣性別平等教育應用：
- 當女拳遇上女權－我的性別運動實踐[14]
- 拳權到肉：形容女子突破刻板印象、突破自我[15]

## 外部連結
- .   [2021-02-22]. （原始内容存档于2014-01-03） （英语）.
- .   [2021-02-22]. （原始内容存档于2021-02-23） （英语）.
- .   [2021-02-22]. （原始内容存档于2014-01-01） （英语）.
- .   [2021-02-22]. （原始内容存档于2020-12-30） （英语）.[需要解释]